# Christian Santos
Christian Robert Santos Freire (Puerto Ordaz, 24 maart 1988) is een Venezolaans-Duits voetballer die doorgaans als aanvaller speelt. Santos debuteerde in 2015 in het Venezolaans voetbalelftal.

## Clubcarrière
Santos begon met voetballen bij Hermandad Gallega de Ciudad Guayana. Toen hij vijf was kwam het gezin Santos naar Duitsland omdat zijn vader daar een baan kreeg. Hij doorliep hier de jeugdopleiding van Arminia Bielefeld, waarvoor hij ook drie jaar in het tweede team speelde.

### België
Santos verruilde Arminia Bielefeld in 2011 voor KAS Eupen, waarvoor hij in twee jaar 25 doelpunten maakte in de Tweede klasse. Hij verhuisde daarop in 2013 naar Waasland-Beveren, op dat moment actief in de Eerste klasse. Hiervoor speelde hij in september 2013 één bekerwedstrijd tegen KSV Roeselare (1-5 winst), waarna een knieoperatie hem de rest van het seizoen buitenspel zette.

### N.E.C.
Santos liep in de zomer van 2014 stage bij N.E.C.. Die club gaf hem op 26 juli een contract voor een jaar met een optie voor nog een seizoen. Santos maakte dat jaar 23 doelpunten in de Eerste divisie, waarop de club in maart 2015 de optie in zijn contract lichtte. Op 3 april 2015 werd hij met N.E.C. kampioen door middel van een 1–0 overwinning op Sparta Rotterdam. Santos scoorde zelf de enige treffer van de wedstrijd. Met 23 doelpunten was hij achter ploeggenoot Sjoerd Ars samen met Cas Peters van FC Emmen tweede op de topscorerslijst van de Eerste divisie.
Santos bleef ook in de Eredivisie scoren. In de winterstop stond hij na achttien wedstrijden op twaalf doelpunten. Zijn contract liep nog tot het einde van het seizoen en N.E.C. wilde graag iets aan Santos verdienen. Hij vertelde op 17 januari 2016 op de nationale televisie dat hij voor 300.000 euro weg mocht bij de club. Hij ging echter niet en wilde zijn contract uitdienen. Daarop besloot N.E.C. dat clubtopscorer Santos vanaf 7 februari 2016 niet meer in de basis mocht beginnen, maar de club kwam hier na een wedstrijd op terug. De aanklager betaald voetbal van de KNVB kondigde op 28 februari aan een vooronderzoek naar Santos te beginnen. De aanvaller zou drie dagen daarvoor in een duel tegen Excelsior (2-0) een slaande beweging hebben gemaakt naar Khalid Karami. Het incident ontging scheidsrechter Björn Kuipers. Santos kreeg een voorstel van drie wedstrijden schorsing, maar N.E.C. ging daartegen in beroep. In afwachting daarvan was Santos toch beschikbaar voor wedstrijden tegen Heracles Almelo (1–0 winst) en Ajax (2–2), waarin hij allebei scoorde. Daarna kreeg hij alsnog een schorsing van drie wedstrijden. Aan het einde van het seizoen 2015/16 zou Santos NEC verlaten. Op 20 juni 2016 werd echter duidelijk dat zijn management was vergeten het contract bij N.E.C. formeel op te zeggen, zoals vereist. Zijn contract werd daardoor stilzwijgend verlengd. In totaal scoorde hij 41 goals in 70 wedstrijden voor N.E.C. Voor geen enkele club was hij in zijn carrière vaker trefzeker. 

### Spanje
Santos tekende in juli 2016 een contract tot medio 2019 bij Deportivo Alavés, dat in het voorgaande seizoen promoveerde naar de Primera División. Op 5 november 2016 maakte hij zijn doelpunt voor Alaves. In de uitwedstrijd tegen CA Osasuna (0-1 overwinning) maakte hij de enige en dus de winnende goal. Daar waar hij in de competitie geen vaste kracht was, was hij dat in de Copa del Rey wel. Zowel tegen Gimnàstic de Tarragona als tegen Deportivo La Coruña scoorde hij een belangrijke goal. In zijn tweede seizoen kwam Santos weinig meer aan bod bij Deportivo Alavés. Op 29 juni 2018 maakte hij de overstap naar Deportivo La Coruña in de Segunda División A. Daar degradeerde hij in zijn tweede en laatste seizoen met Deportivo.

### VfL Osnabrück en Colo-Colo
Na de degradatie in 2020 ging hij naar het Duitse VfL Osnabrück dat uitkomt in de 2. Bundesliga. Na de degradatie in 2021 werd zijn contract ontbonden. Eind september 2021 ging Santos aan de slag in Chili bij recordkampioen Colo-Colo. Dit werd geen succes en in juni 2022 werd zijn contract ontbonden.

### Juve Stabia en Unionistas de Salamanca
In oktober 2022 ondertekende hij na een proefperiode een contract tot medio 2023 bij het Italiaanse SS Juve Stabia dat uitkomt in de Serie C. Op 31 januari 2023 maakte Santos de overstap naar het Spaanse Unionistas de Salamanca CF dat uitkomt in de Primera Federación.

### Universidad Central, Arenteiro en Rayo Majadahonda
Medio 2023 ging Santos in zijn geboorteland Venezuela spelen voor Universidad Central de Venezuela Fútbol Club. In februari 2024 ging hij in Spanje voor CD Arenteiro spelen in de Primera Federación. In september 2024 sloot hij aan bij Rayo Majadahonda, uitkomend in de Segunda Federación.

## Clubstatistieken
| Seizoen | Club                 | Competitie         | Competitie | Competitie | Beker | Beker | Overig | Overig | Totaal | Totaal |
| Seizoen | Club                 | Competitie         | Wed.       | Dlp.       | Wed.  | Dlp.  | Wed.   | Dlp.   | Wed.   | Dlp.   |
| ------- | -------------------- | ------------------ | ---------- | ---------- | ----- | ----- | ------ | ------ | ------ | ------ |
| 2006/07 | Arminia Bielefeld II | Oberliga Westfalen | 2          | 0          | 0     | 0     | –      | –      | 2      | 0      |
| 2007/08 | Arminia Bielefeld II | Oberliga Westfalen | 3          | 0          | 0     | 0     | –      | –      | 3      | 0      |
| 2008/09 | Arminia Bielefeld II | NRW-Liga           | 19         | 7          | 0     | 0     | –      | –      | 19     | 7      |
| 2009/10 | Arminia Bielefeld II | NRW-Liga           | 33         | 16         | 0     | 0     | –      | –      | 33     | 16     |
| 2010/11 | Arminia Bielefeld II | Regionalliga West  | 21         | 5          | 0     | 0     | –      | –      | 21     | 5      |
| 2011/12 | KAS Eupen            | Tweede klasse      | 30         | 15         | 1     | 0     | 5      | 0      | 36     | 15     |
| 2012/13 | KAS Eupen            | Tweede klasse      | 28         | 10         | 0     | 0     | –      | –      | 28     | 10     |
| 2013/14 | Waasland-Beveren     | Eerste klasse      | 0          | 0          | 1     | 0     | –      | –      | 1      | 0      |
| 2014/15 | N.E.C.               | Eerste divisie     | 34         | 23         | 3     | 0     | –      | –      | 37     | 23     |
| 2015/16 | N.E.C.               | Eredivisie         | 30         | 16         | 3     | 2     | –      | –      | 33     | 18     |
| 2016/17 | Deportivo Alavés     | Primera División   | 21         | 3          | 6     | 2     | –      | –      | 27     | 5      |
| 2017/18 | Deportivo Alavés     | Primera División   | 10         | 2          | 2     | 1     | –      | –      | 12     | 3      |
| 2018/19 | Deportivo la Coruña  | Segunda División A | 21         | 3          | 0     | 0     | –      | –      | 21     | 3      |
| 2019/20 | Deportivo la Coruña  | Segunda División A | 27         | 6          | 1     | 0     | –      | –      | 28     | 6      |
| 2020/21 | VfL Osnabrück        | 2. Bundesliga      | 29         | 8          | 2     | 0     | 1      | 0      | 32     | 8      |
| 2021    | Colo-Colo            | Primera División   | 5          | 0          | 0     | 0     | –      | –      | 5      | 0      |
| 2022    | Colo-Colo            | Primera División   | 8          | 1          | 0     | 0     | 2      | 0      | 10     | 1      |
| 2022/23 | Juve Stabia          | Serie C            | 14         | 2          | 1     | 0     | –      | –      | 15     | 2      |
| 2022/23 | Unionistas           | Primera Federación | 14         | 4          | 0     | 0     | –      | –      | 14     | 4      |
| 2023    | Universidad Central  | Primera División   | 8          | 0          | 0     | 0     | –      | –      | 8      | 0      |
| 2024    | CD Arenteiro         | Primera Federación | 13         | 4          | 0     | 0     | –      | –      | 13     | 4      |
| 2024    | Rayo Majadahonda     | Segunda B          | 13         | 0          | 0     | 0     | –      | –      | 13     | 0      |
| 2025    | Anzoátegui FC        | Primera División   | 4          | 0          | 0     | 0     | –      | –      | 4      | 0      |
| Totaal  | Totaal               | Totaal             | 382        | 125        | 20    | 5     | 8      | 0      | 410    | 130    |

Bijgewerkt tot 29 april 2025.

## Interlandloopbaan
In januari 2015 verkreeg hij een Venezolaans paspoort waardoor hij interlands voor Venezuela kan gaan spelen. Op 4 maart 2015 werd hij door bondscoach Noel Sanvicente geselecteerd voor het Venezolaans voetbalelftal voor de vriendschappelijke duels tegen Jamaica en Peru op 27 en 31 maart. Santos debuteerde op 27 maart 2015 voor Venezuela als basisspeler in de met 2-1 verloren oefenwedstrijd op en tegen Jamaica. Hij kreeg een gele kaart en werd na 59 minuten gewisseld voor Ronald Vargas. Op 14 oktober 2015 scoorde hij zijn eerste doelpunt voor Venezuela in de met 3-1 verloren WK-kwalificatiewedstrijd bij Brazilië. Santos maakt deel uit van de Venezolaanse selectie op de Copa América Centenario in 2016.
| Interlands van Christian Santos voor Venezuela | Interlands van Christian Santos voor Venezuela | Interlands van Christian Santos voor Venezuela | Interlands van Christian Santos voor Venezuela | Interlands van Christian Santos voor Venezuela | Interlands van Christian Santos voor Venezuela |
| №                                              | Datum                                          | Wedstrijd                                      | Uitslag                                        | Soort Wedstrijd                                | Doelpunten                                     |
| Als speler bij N.E.C.                          | Als speler bij N.E.C.                          | Als speler bij N.E.C.                          | Als speler bij N.E.C.                          | Als speler bij N.E.C.                          | Als speler bij N.E.C.                          |
| ---------------------------------------------- | ---------------------------------------------- | ---------------------------------------------- | ---------------------------------------------- | ---------------------------------------------- | ---------------------------------------------- |
| 1.                                             | 27 maart 2015                                  | Jamaica - Venezuela                            | 2 – 1                                          | Vriendschappelijk                              |                                                |
| 2.                                             | 8 september 2015                               | Venezuela - Panama                             | 1 – 1                                          | Vriendschappelijk                              |                                                |
| 3.                                             | 14 oktober 2015                                | Brazilië - Venezuela                           | 3 – 1                                          | WK-kwalificatie 2018                           | 64'                                            |
| 4.                                             | 17 november 2015                               | Venezuela - Ecuador                            | 1 – 3                                          | WK-kwalificatie 2018                           |                                                |
| 5.                                             | 25 mei 2016                                    | Panama - Venezuela                             | 0 – 0                                          | Vriendschappelijk                              |                                                |
| 6.                                             | 28 mei 2016                                    | Costa Rica - Venezuela                         | 2 – 1                                          | Vriendschappelijk                              |                                                |
| 7.                                             | 14 juni 2016                                   | Mexico - Costa Rica                            | 1 – 1                                          | Copa América 2016                              |                                                |
| Als speler bij Deportivo Alaves                |                                                |                                                |                                                |                                                |                                                |
| 8.                                             | 1 september 2016                               | Colombia - Venezuela                           | 2 – 0                                          | WK-kwalificatie 2018                           |                                                |
| 9.                                             | 11 november 2016                               | Venezuela - Bolivia                            | 5 – 0                                          | WK-kwalificatie 2018                           |                                                |
| 10.                                            | 15 november 2016                               | Ecuador - Venezuela                            | 0 – 3                                          | WK-kwalificatie 2018                           |                                                |
| 11.                                            | 3 juni 2017                                    | Verenigde Staten - Venezuela                   | 1 – 1                                          | Vriendschappelijk                              |                                                |
| Als speler bij Deportivo la Coruña             |                                                |                                                |                                                |                                                |                                                |
| 12.                                            | 12 september 2018                              | Panama - Venezuela                             | 0 – 2                                          | Vriendschappelijk                              |                                                |

## Erelijst
| Competitie              |        |         |        |        |
| Competitie              | Aantal | Jaren   |        |        |
| N.E.C.                  | N.E.C. | N.E.C.  | N.E.C. | N.E.C. |
| ----------------------- | ------ | ------- | ------ | ------ |
| Kampioen Eerste divisie | 1x     | 2014/15 |        |        |
| Colo-Colo               |        |         |        |        |
| Supercopa de Chile      | 1x     | 2022    |        |        |